# Spielverhalten des Menschen
Das Spielverhalten des Menschen unterscheidet sich in Spielniveau und Spielvielfalt maßgeblich vom Spielverhalten der Tiere. Gemeinsam ist jedoch die dynamische Antriebskraft, die sich in den unterschiedlichsten Formen äußern und in ihren anspruchsvollsten Schöpfungen kulturbildend und weltgestaltend auswirken kann.

## Phänomen
Der „Spieltrieb“ ist ein dem Menschen ebenso wie höher entwickelten Tieren angeborener Verhaltensimpuls. Es handelt sich bei beiden nach dem Verhaltensforscher Irenäus Eibl-Eibesfeldt um „eine Form aktiven Lernens.“ Die entscheidenden Unterschiede zwischen den Spielen der Tiere und der Menschen wurden schon gegen Ende des 19. Jahrhunderts von dem Entwicklungspsychologen Karl Groos herausgearbeitet. Es handele sich sowohl um in ihrer Variationsbreite vielfältigere als auch um im Anspruchsniveau höherwertige, graduelle Unterschiede, die sich aus der speziellen Wesensart des Menschen, seinen über die der Tiere hinausgehenden Anlagebedingungen, Wünschen, Wertvorstellungen und Fertigkeiten ergeben. Während Tiere und Kleinkinder in den ersten Phasen ihrer Spielentwicklung noch Parallelen aufweisen, wie sie Groos etwa im sensorischen, motorischen und sozialen Bereich bei den sogenannten „Funktionsspielen“ registriert und als „Einübung unfertiger Anlagen“ (Groos S. 485) für die späteren Lebenserfordernisse interpretiert, schlagen die Spielbedürfnisse und das Spielvermögen mit dem zunehmenden Vorherrschen der „Symbolspiele“ und der „Regelspiele“ bereits in der mittleren Kindheit eine eigene Richtung ein. Der Spielforscher Jean Piaget sieht das Spiel in enger Verbindung mit der Intelligenzentwicklung, die dem Menschen unter den spielenden Lebewesen über das naturhaft begründete, lediglich dem kreatürlichen Spieltrieb folgende Spielniveau hinaus eine herausgehobene  Spielkultur ermöglicht. Spätestens mit den Rollenspielen, bei denen sich das Kind in fremde Personen, Tiere, Gegenstände hineindenkt und deren Identität im Spiel annimmt, sowie den intellektuell bestimmten Denk-, Wissens- und Gestaltungsspielen entfernt sich das Spielen des Menschen endgültig von dem der anderen Lebewesen.
Nach Brian Sutton-Smith wird das Kind bereits sowohl „adaptiv-konservierend“ als auch „kreativ-innovativ“ in seinem Spiel aktiv. Es bilden sich zunehmend neue Motivationsstrukturen, die auch hochwertige Spielgeräte einbeziehen, sogar erfinden lassen und auf verschiedenen Ebenen wie der Musik, dem Sport, der Kunst oder der Sprache ausgelebt werden. Mit den professionell ausgeübten Sportspielen oder dem in extremer Virtuosität praktizierten Instrumentenspiel der Konzertszene beispielsweise erreicht das menschliche Spielvermögen in technischer, künstlerischer und kreativer Hinsicht sein höchstes Spielniveau.

## Antriebsstrukturen
Das Bedürfnis zu spielen erwächst aus unterschiedlichen Antriebskräften, die sich von Mensch zu Mensch unterscheiden, die sich von der Kindheit bis ins hohe Alter verändern und ein unterschiedliches Anspruchsniveau erreichen können. Sie können sich überlagern, gegenseitig ergänzen und verstärken. Der niederländische Anthropologe Frederik Jacobus Johannes Buytendijk hat schon früh darauf hingewiesen, dass Spielen für den Menschen ein elementares Bedürfnis darstellt und dass er bei seinem Umgang mit dem Phänomen Spiel vor allem den Aufforderungen seines Triebsystems folgt. Die Spieldidaktiker Siegbert A. Warwitz und Anita Rudolf haben bei ihren Recherchen 15 verschiedene Triebformen ausfindig gemacht und analysiert, von denen solche Antriebsenergien ausgehen. Es handelt sich um so unterschiedliche Impulse wie den Neugiertrieb, den Explorationstrieb, den Bewegungstrieb, den Leistungstrieb, den Gestaltungstrieb oder den Gesellungstrieb. Diese bringen teilweise eigene Spielformen hervor. So führt etwa der Wettkampftrieb zu den Wettspielen, der Darstellungstrieb zu Clownerien, Puppenspielen oder Pantomimen, der Sexualtrieb zum Liebesspiel. Nach Hans Scheuerl „ist mit dem Spieltrieb das merkwürdige Faktum eines Triebes gegeben, der aus sich heraus keine Befriedigung will.“ Der Spieltrieb verfolgt nach seiner ursprünglichen Anlagestruktur keine Zwecksetzungen. Das Kind erkundet nicht seine Umwelt, um zu lernen oder sich diese nutzbar zu machen. Es hat noch überhaupt keine Vorstellung von der Erwachsenenwelt und was die erfordert. Das ursprüngliche Spiel ist auf Sinnfindung ausgelegt. Dazu gehören etwa das Erfahren von Funktionslust, das Erfolgserlebnis und weitere Sinn machende Ambitionen.

## Sinngebungen
Spielen gerät immer dann als „Spielerei“ und „Vertändeln kostbarer Lebenszeit“ in Verruf, wenn ihm arbeitsähnliche Zwecksetzungen zugeordnet und zur Priorität gesetzt werden, wenn es der Instrumentalisierung pädagogischer oder therapeutischer Ambitionen zuwiderläuft und wenn letztendlich die nutzenunabhängige Sinnhaftigkeit des Spielens nicht mehr begriffen wird. So konstatiert etwa der Erziehungswissenschaftler Hans Scheuerl: „Übereinstimmend wird die Spielerei von allen Reformpädagogen als unpädagogisch zurückgewiesen.“ Er zitiert dazu beispielhaft die Kennzeichnung der Spielerei durch Maria Montessori als „circulus vitiosus der Nichtigkeiten“ und die Aussage von Peter Petersen, dass minderwertige Spielerei droht, „wenn Werkzeuge des Lernprozesses nicht als Arbeitsmaterial verwendet werden, sondern wo mit ihnen dumm und nutzlos gespielt wird.“
Der abwertende Ausdruck „Spielerei“ findet nur im Bereich des menschlichen Spielens Verwendung. Er unterstellt ein sinnleeres Handeln. Doch schon das scheinbar sinnlose Bekritzeln eines Blatts Papier, das Bemalen und Entstellen von Bildern eines Katalogs, das Ausschmücken von Buchstaben auf einem Schriftstück folgen einer unterschwelligen Sinngebung: So erlaubt es beispielsweise dem genervten Zuhörer einer langatmigen Begrüßungsrede, sich zu entspannen, dem gelangweilten Teilnehmer einer Endlossitzung, seinen Gedanken nachzuhängen, dem Zeugen vor seinem Auftritt vor Gericht, dem Patienten beim Warten auf seine Diagnose, sich abzulenken, zu meditieren oder Spannungen abzubauen.
Der Mensch findet ontogenetisch instinktgeleitet zum Spiel. Doch nur er kann seinem Spiel auch bewusst Sinn verleihen. Die kreatürlich vorgegebene Tendenz zum Spielen weitet sich nach Jean Piaget mit den für den Menschen charakteristischen Wesensmerkmalen wie seiner zunehmenden Intelligenzentwicklung und Denkfähigkeit, seiner ausbaufähigen Sozialstruktur, seiner menschtypischen Chance zur Entwicklung von Wertbewusstsein und Wertvorstellungen zu immer komplexer und anspruchsvoller werdenden Spielfertigkeiten aus. Es bilden sich immer neue Motivationsstrukturen, die eine große Vielfalt des Spielens entstehen lassen. Der Mensch ist in der Lage, seinem Spielen einen seinem ureigenen Naturell entsprechenden Sinn zu geben. Die Spielwissenschaftler Warwitz und Rudolf haben eine größere Zahl (14) solcher Sinngebungen im Spielbereich in ihrer didaktischen Bedeutung beschrieben und an Praxisbeispielen erläutert: Darnach können Sinngebungen des Spielens etwa darin bestehen, sich zu bewegen (Bewegungsspiele), Kontakte zu knüpfen (Kennenlernspiele), sich mit anderen zu messen (Wettspiele), sein Glück zu versuchen (Glücksspiele), etwas zu gestalten (Konstruktionsspiele), spielend ein anderer zu sein (Rollenspiele), Probleme zu lösen (Denkspiele), etwas zu erforschen (Erkundungsspiele), Abenteuer zu erleben (Abenteuerspiele) oder in andere Welten einzutauchen (Elektronikspiele).
Die Spieldidaktik ist darauf ausgerichtet, bei der Suche nach der persönlichen Sinnfindung Anregungen und Hilfen zu bieten, Einseitigkeiten und bloßen Spielekonsum zu vermeiden und stattdessen die Bereitschaft und Fertigkeit zur Kreativität im Spiel zu entfalten. Der Spieltheoretiker Arnulf Rüssel spricht von einer „Ich-Bildung“ und „sinngetragenen Selbstfindung“ im Spiel, die das Kind durchmacht.

## Ausdrucksformen

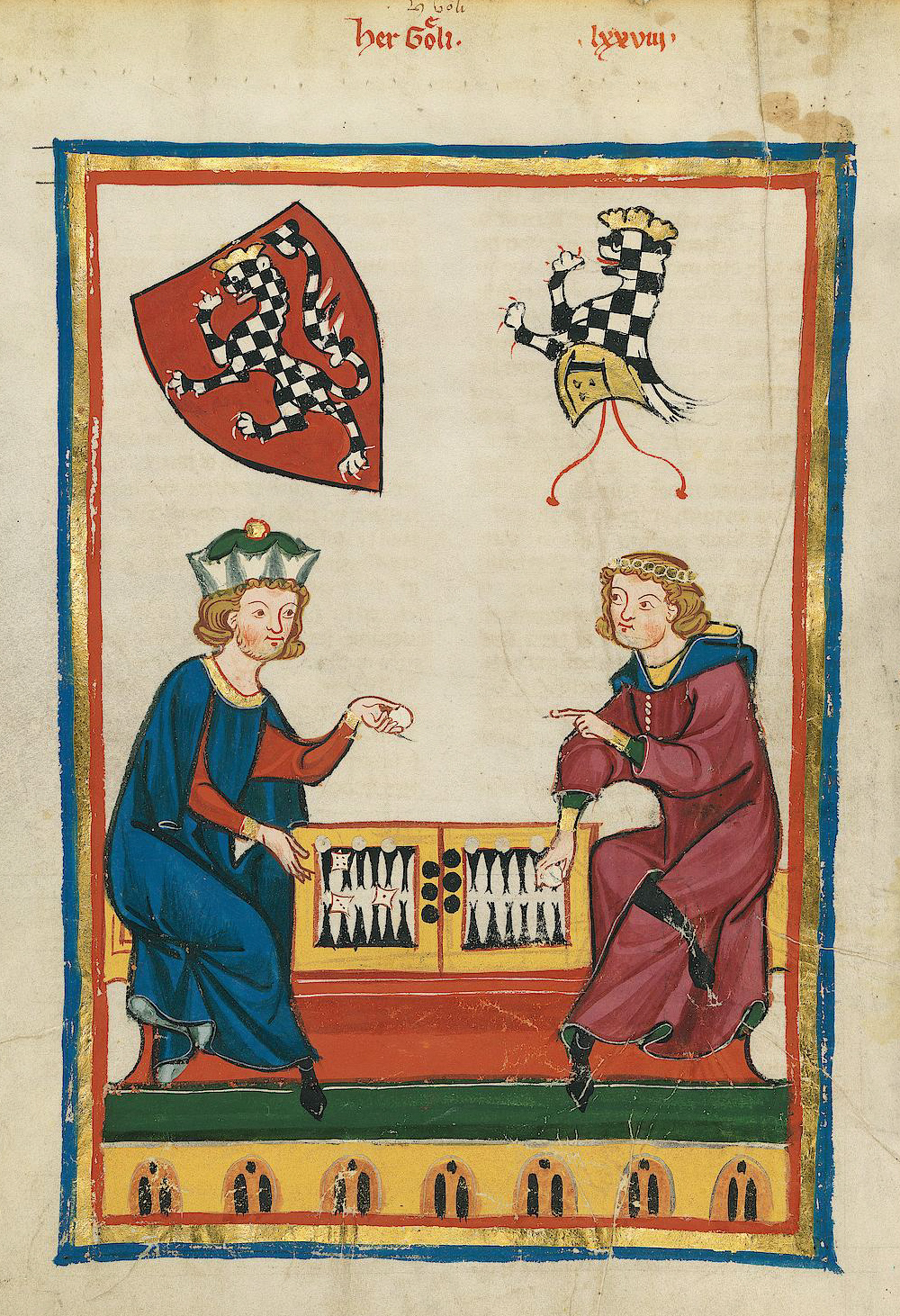
Mittelalterliche Brettspieler beim Wurfzabel (Codex Manesse, Heidelberg ca. 1305–1315)

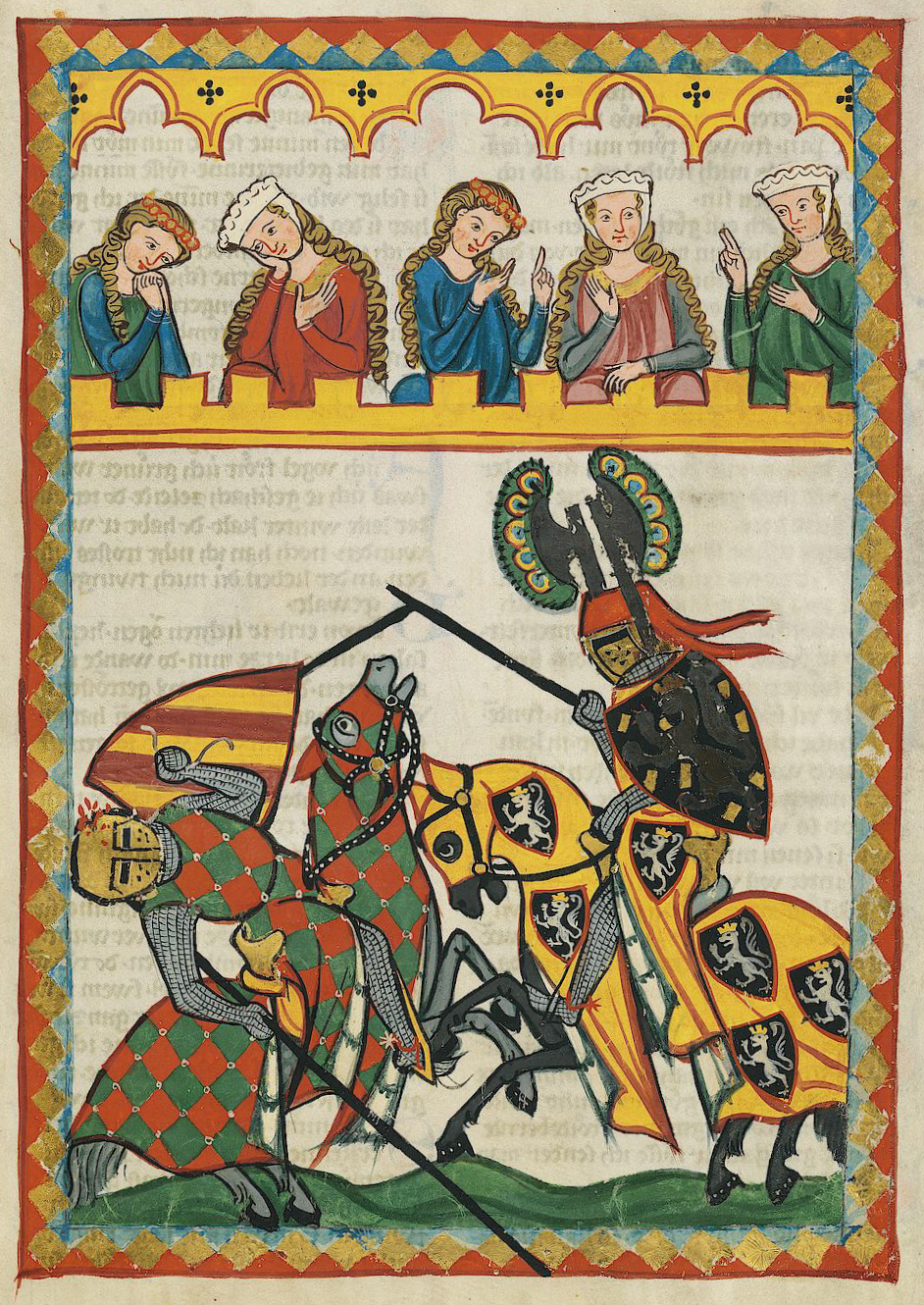
Mittelalterliches Ritterspiel (Codex Manesse, ca. 1305–1315)

Der angeborene „Spieltrieb“ kann sich in den unterschiedlichsten Ausdrucksformen äußern. Er kann zu einer sportlichen, musikalischen, künstlerischen oder geselligen Freizeitbetätigung führen. Er kann als Motivationskraft bei Lernprozessen, als Methode bei Rehabilitationsmaßnehmen oder zum Erhalt der Lebensfreude in Kranken-, Behinderten oder Alteneinrichtungen dienen. Er kann bei einer entsprechenden geistigen oder physischen Dynamik das Leistungsstreben befeuern. Er kann sich aber auch  als vitaler Impulsgeber erweisen, der zu kreativen Schöpfungen in den verschiedensten Bereichen veranlasst. Menschliche Spielformen und Spielfähigkeit können sich, durch Fachwissenschaften gefördert, zu kulturellen Meisterleistungen entwickeln.
Aus dem einfachen Rollenspiel des Kindes können in höchster Perfektion eindrucksvolle Charakterdarstellungen durch einen begabten Schauspieler auf der Theaterbühne werden. Das frühkindliche Puppenspiel kann mit Marionetten oder Wayangfiguren auf der Kleinbühne anspruchsvollste klassische Dramen zur Aufführung bringen und religiöse Werte oder historische Traditionen vermitteln. Die Musikszene präsentiert sich in ihren Konzerten mit Orchestern und Sängern, die ihre unterschiedlichsten Instrumente virtuos beherrschen. Sport und Zirkus entwickeln mit ihren Athleten und Akrobaten extrem anspruchsvolle Betätigungsformen und Disziplinen aus dem Spiel heraus und reifen sie zu höchster Perfektion und Ausdruckskraft aus. Der niederländische Kulturanthropologe Johan Huizinga verstand das Spiel des Menschen entsprechend als Ausgangspunkt und schöpferischen Impulsgeber für das Entstehen aller Kulturschöpfungen des Menschen, sei es im Bereich der Kunst, der Musik, der Literatur, der Dichtung, der Sprache, des Sports, der Technik oder der Wissenschaft.

## Grenzen / Probleme
Im Spiel kann Sinn gefunden, aber auch verfehlt werden. Die Grenze wird immer dann überschritten, wenn der Mensch nicht mehr sein Spielen, sondern das Spielen den Menschen beherrscht, wenn Spielen beispielsweise zur Sucht ausartet: „Der Spieltrieb kann so mächtig werden, dass er Suchtform annimmt und zu Exzessen führt. Er kann den Willen zu ernsthafter Arbeit schwächen. Leidenschaftliches Glücksspiel mit hohen Einsätzen kann ruinöse Folgen haben.“ Ein solchermaßen überdimensionierter und exzessiv ausgelebter Spieltrieb, der das gesamte Denken und Handeln eines Menschen beherrscht, wird von der Verhaltenspsychologie als krankhaft und entsprechend als behandlungsbedürftig eingestuft.  Die Verhaltensforschung bemüht sich, den Entstehungsursachen der Spielsucht auf den Grund zu kommen, und die Spieldidaktik versucht, solchen Fehlentwicklungen, die sich bei Jugendlichen häufig über das extensive Computerspiel anbahnen, durch Bewusstseinsschulung und Aufklärung vorzubeugen. Sie kämpft vor allem gegen die zunehmende Vereinseitigung des Spielens und die Abnahme des kreativen Spielvermögens schon im Kindesalter an.
Das Spielvermögen kann aus verschiedenen äußeren und inneren Einflüssen einer Verarmung und einem schleichenden Verfall unterliegen, der schon bei heutigen Grundschulkindern zu beobachten ist: Beherrscht das Spielbedürfnis triebbedingt noch vor allem die dynamische Lebensphase und die Freizeitgestaltung der Kindheit und Jugend, wird es in Ausbildungs- und Betreuungseinrichtungen in seiner Funktion als Motivationsinstrument und attraktive Methode in Lernprozessen gern eingesetzt, so verliert es im Laufe des Lebens, vor allem bei Arbeitsüberlastung und Stress, häufig seine Anziehungskraft und kann in höherem Alter, bei Krankheit, Siechtum, Schmerzen, seelischem Leiden auch völlig erlahmen. Dies geht nach Vorstellung der Spielwissenschaft mit einer Verarmung des Lebensgefühls einher und sollte durch eine fachgerechte Betreuung aufgefangen werden. Nach der Auffassung Friedrich Schillers würde er sonst einen Teil seines wahren Menschseins verlieren, denn „... der Mensch spielt nur, wo er in voller Bedeutung des Worts Mensch ist, und er ist nur da ganz Mensch, wo er spielt.“